# Pratapa verona
Pratapa verona är en fjärilsart som beskrevs av Corbet 1940. Pratapa verona ingår i släktet Pratapa och familjen juvelvingar. Inga underarter finns listade i Catalogue of Life.